# 張載 (北宋)
張載（1020年—1077年），字子厚:1、203，自号横渠，世稱橫渠先生，大梁（今開封）人:237，北宋士大夫、官員及思想家。張載早年有意從軍，後改習儒學，高中進士，曾在地方上出任知縣、判官之職，後入朝出任校書郎，退隱後著書講學。張載是宋明理學的奠基人，北宋「五子」之一，在宋明理學一直享有崇高地位，得以從祀孔廟。哲理思想上，張載強調「太虛即氣」，氣為宇宙的根本實體，萬物皆由氣凝聚而成，陰陽兩氣互相作用交感，引起天地間無窮變化，而萬物運化都依循自然之理。張載倫理學的綱要，是教人通過「知禮成性」以變化氣質，最終成為聖人。他提出性二元論，指出人有「天地之性」與「氣質之性」，前者純善，後者則是世間惡的根源。張載認為知識可分兩種，即「見聞之知」與「德性之知」，人只有依靠德性之知，才能夠認識最高的良善道德領域，而感官經驗對於追求道德也是必需的。張載在《西銘》提出民胞物與的主張，闡揚博愛利他的精神，成為影響後世深遠的名篇。宗教方面，他批評佛學的唯識論，反對其以為唯一的實在是人的心靈意識。政治思想方面，張載意欲恢復三代之治，實施封建制、井田制與宗法制。張載之學是宋代理學一重要分支，對後世王廷相、王夫之、譚嗣同等人都有重大影響。

## 生平

### 早年
張載祖先世居開封，父親張迪曾任涪州知州，在任上病故。張載在父親死時年紀尚幼，與弟弟張戩跟隨母親遷居鳳翔府橫渠鎮，自少品學兼優，早年意圖從軍:1、155。1041年，上書范仲淹討論西北邊防軍事，建議奪回為西夏所佔的洮西地區。范仲淹認為張載可成大器，勸告張載放棄從軍，而選擇以儒生為業，並勸他讀《中庸》一篇:2、9。張載接受范仲淹的勸告，放棄軍事興趣，轉向專攻學術。他喜歡讀《中庸》，但不感滿足，用了幾年工夫研究佛教和道家書籍，但無大心得，回到儒家經典。嘉祐（1056—1063）初年，張載在開封講述《易經》，聽眾甚多:155、2，司馬光亦在座:237。張載並和表侄程顥、程頤兄弟討論《易經》，表叔侄三人志同道合，關係密切:2。據云張載自覺論《易經》不如二程兄弟高明，請人改從二程為師，輟講而歸:237。

### 中舉以後
1057年，張載37歲，高中進士，先被任為祁州司法參軍，後遷為雲巖縣（今陝西宜川縣）令，在官期間探問民間疾苦，訓誡子弟:3，曾每個月都在縣衙準備酒食，召集鄉里長者相會，探問民間疾苦，有時有所頒示，即向長者解釋其中緣由，要求他們回到鄉里傳達自己的用意。約在1066年，張載接受王陶的邀請:182，再到開封講學，勸學子切勿以科舉為急務，應留意古代聖君堯舜之道。同時他也曾受文彥博所請，到開封學宮講學:183。1067年，張載獲任命為著作佐郎，簽書渭州軍事判官公事，在任期間，深得涇原路經略使蔡挺尊重，軍政大小事都與張載商討。張載曾勸服蔡挺取出軍儲，賑濟因邊防而受難的災民。1069年，張載由御史中丞呂公著推薦，獲宋神宗召對問答，回答神宗所問治世之道，說「為政不法三代者，終苟道也」。神宗聽見甚為喜悅:3，命令張載參與王安石新政，張載自稱自地方入朝，尚未熟悉新政，希望先給予觀察時間:183。神宗於是委任他為崇文院校書郎。張載獲王安石詢問對熙寧變法的意見:3，張載以比喻示意，如新政對地方政務干涉過甚，便難以成功:183。二人意見不合，王安石借用處理明州獄案，把張載調出朝廷:4。當時程顥抗議無效:238。1071年，張載處理獄案後回到朝廷，其弟張戩表示反對新政，屢次上書批評，得罪了王安石，張載感到不安，乃辭去朝廷職務，表示不和王安石合作，回到橫渠鎮，路經洛陽與二程兄弟重逢:4、10、202。
張載在隱居橫渠期間，研讀儒家經籍，記錄自己的哲學思想，專心治學，大有成就。他志在恢復三代之治，擬與門人共同買田，實施小型井田制度，但志願終未成就:4-5。 張載為人自負，志向宏大，曾以孔子復生自比:143，隱居期間學術上雖有所成就，心中卻留戀於朝廷，期望能夠被朝廷任用:10、159。1076年，張載撰成《正蒙》闡述個人學說:173，同年張載由呂大防推薦返回朝廷，獲授官同知太常禮院，他認為這是效勞朝廷的好機會，樂於接受官職。在禮院任職時，張載發現郊廟之禮不夠嚴格，加以糾正，但和禮官意見相左，未得附和而感不悅。1077年冬，張載患病，辭去官職，回去陝西，路過洛陽與二程兄弟重逢。走到臨潼，張載病重而死，終年57歲，死時只有一個外甥在側，沒有錢財。在長安的門人聽見死訊，趕往臨潼安排喪事:5、202。張載有遺孀郭氏，一子張因尚幼:184。

### 著作
張載親自撰寫的著作有《易說》、《正蒙》、《橫渠文集》；歷年講學記錄經門人記錄集成，有《語錄》、《孟子說》、《論語說》、《詩說》、《禮記說》、《記說》、《禮樂說》、《樂說》等:6。張載又注解了《春秋》和兵書《尉繚子》；門人輯錄其說，撰《經學理窟》:178-179。

## 思想

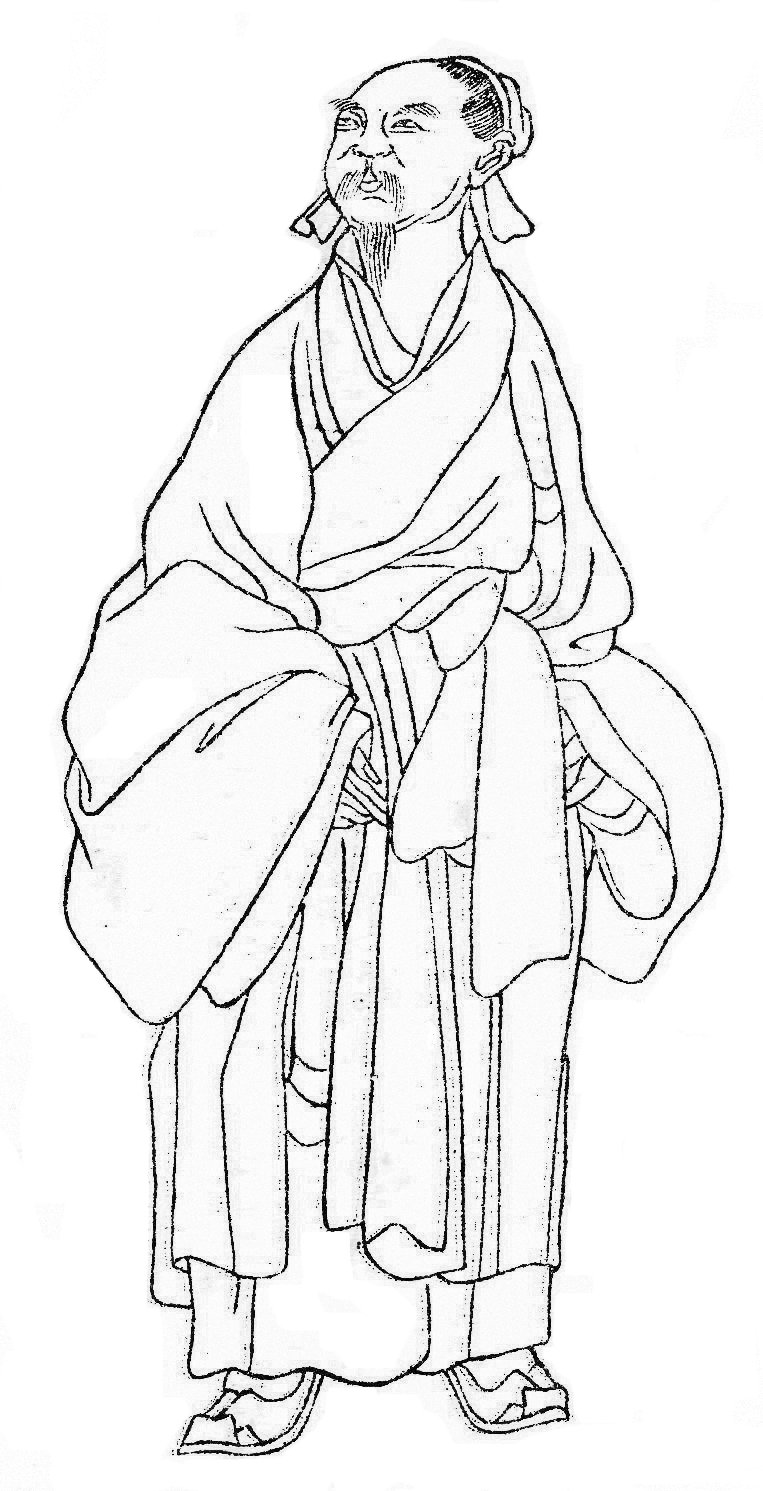
《晩笑堂竹莊畫傳》中張載像

### 宇宙論
張載哲學思想淵源在《周易》，特別是《繫辭傳》，《正蒙》約有四份一篇幅引申《周易》所論:144、158；其宇宙觀深受《周易》的宇宙論影響，也吸收陰陽五行學說。張載面對的思想問題，是佛教對宇宙所主張的虛無主義。佛家認為現象世界不能離開人的意識而獨立存在，天地日月以至人世間都是幻妄的。為了反駁佛教的形而上學說，張載建立另一種形而上系統，要證明所看見的宇宙世界是實在而非幻妄的。張載強調宇宙的現象世界並不依靠人的意識而獨立存在，宇宙本源是所謂「太虛」和「氣」:33、49。氣為宇宙的根本實體，現象世界的根本素質:34、51，可以解釋為物質或「存有」，是宇宙的最後實在和原始動力:115、112。萬物皆由氣凝聚而成，繼而消散，復歸於渾沌狀態:45。氣聚為物，就像水結成冰，氣散就如冰融化為水:144。氣從聚變化為散，從有形變化為無形，並不代表事物本身滅絕，沒有物質有所損失或消滅。張載反對道家有生於無的說法，也譴責佛教的主觀唯心主義:40、45、49，反對「空」的理論，強調這個世界不是在認知者的心靈裏，而是獨立存在:51-52。
張載強調「太虛即氣」和「虛空即氣」，把道佛二家分別所提出的「虛」和「空」跟氣論綜合起來:43。太虛就是氣的原始狀態:383，也是氣的起源，一切事物的歸宿:37，一切事物的本真狀態，萬物皆源自太虛:40。氣的散逸狀態，便是「虛」:162，氣聚則為萬物，氣散則成「太虛」:383。「太虛」和「虛空」都含有形而上的意義:44，太虛無形無窮，為宇宙之本體:76，生於原始混沌之氣而不可見，「太虛無形，氣之本體」。氣自身具有陰陽兩種極性，在太虛中，陰陽則是統一的:42、49。太虛別名就是天，即是廣大的現象世界:90，也是對天道的形容描述:41。張載太虛為本體之說，可能受老子「無」論的影響:97，其太虛說亦也許受到《黃帝內經素問》和王冰注的影響:81。張載的宇宙觀是動態而非靜態的，不過這種動態並不妨礙宇宙的和諧，這種和諧而又生動的渾然一體，張載稱之為「太和」:69。原始混沌未分之氣，居於萬物之先，就是太和的狀態。太和自具陰陽，二儀運化，便生出寰宇萬物，化成世間萬象:41。
張載認為氣不斷地變化，引用《周易》及莊子《逍遙遊》解釋氣不斷變動的特點，「虛即氣」的含意是，宇宙間的實體是在不斷變化的過程中。氣的變化，是由於陰陽這兩原則永恒地在活動中:38、56、39，陰陽兩氣互相作用和感應，是引起無窮變化的根源，無須任何外因為第一動力。事物物物的萬千變化，都是由於陰陽兩端互相交替所構成的:63、43、40。大地處於天中間，向左旋轉，日月五星亦隨著地一同旋轉。宇宙萬物繁多而各不相同，是由於在物中有陰陽兩端的變化:43、39，氣的實然形態千變萬化，決定了萬物之不齊:137。宇宙間沒有兩種事物是完全相同的，人的心靈也是獨特的，其反應各不相同:41-42。陰陽相輔相成而不會完全消亡，某一方盈滿致極，旋即就開始衰虧，另一方便開始增長，盈極則虧，如寒暑相推，彼此相生相克，運轉不窮:50、57。宇宙一切現象都有對立的兩方面，彼此互相排斥，而結果必歸於和解:63；佔優勢者並不能完全消滅它的對立面，這就是「仇必和而解」:152。
張載確信整個宇宙事事物物的結構，是遵循一套有聯貫性的秩序和原理:33，宇宙演變雖極為複雜，但都是遵循一個規律:147。陰陽交感與循環，是有個「理」在，「理」能用來解釋世間萬象。萬物運化都源於自然之理，並無人格化的天或鬼神來引導變化過程。人要是掌握天地運化之理，就能順應萬物:60、39。但張載主張氣先於理:113，和程朱理學不同，沒有把「理」於在哲學體系的核心位置:61。氣為道之本原，道或道德價值皆內在於氣:118、116，氣既是形而上的，亦是形而下的，形上的虛空之氣的暫時沉澱，是為形下之氣。形而上的氣，即是宇宙與人性之至善的本源。張載肯定形上之氣的至善本質，以及其作為道德實踐的超越依據:136-137，宇宙充滿著倫理道德的價值，自然界具有道德性:68。天地物千差萬別，卻同是產生於一有價值意義的本源:139。

### 倫理學
張載倫理學的綱要，是教人通過「知禮成性」以變化氣質，最終成為聖人:59。其倫理觀承繼先秦儒家的傳統思想，認為唯有回到孔孟的積極道德人生觀，才可挽救佛道二派對個人和社會道德做成的不良影響:73、80。他以復興儒學為使命，批評佛教相信虛無的人生觀，而失掉道德問題的意識。禪宗心心傳授，不立文字，結果把客觀的道德標準置之不論。張載確信宇宙間有一種客觀，可以普遍適用的道德規律:83-84，性與天道是絕對和永恒的，天道具有獨立於人道的超越品格:42-43，其終極關懷，在於「性與天道合一」的問題:38。張載座右銘是「為天地立心，為生民立命，為往聖繼絕學，為萬世開太平」，認為任何學者都應當有此志向。因為天地無心，學者應為天地立心，為百姓傳揚天道:80、155-156。馮友蘭稱張載這四句話為「橫渠四句」，謂其點明歷史文化是人的創造，人對命運要順其自然，並反映了人禽之辨:245-247。先儒揚雄、韓愈各有所短，張載遂以復興儒學之道自效:156。張載要求轉化物欲為聖賢之欲，要求君子「志仁」，以天下蒼生為己命，立心解除眾生苦難:133。合乎道德的動機，必須是聖賢的動機，而聖賢之所欲，是做到天下太平，眾人共享安樂的理想世界，這是純粹公利、利他的道德動機。人的利欲之心往往只注動私己，以致行為往往與道德相背馳，這是惡的本源:129。
張載承繼孟子的觀點，主張人的天性為善:94，又提出性二元論:130，折衷孟子、荀子的性善性惡論:87。人是唯一賦有「天地之性」與「天地之心」的動物，天地之性是一個形而上的概念，是人類道德行為的超越標準，人的天性為善是由天地之性得來的:89-90、93。天道運化，是遵循某些固定之理的。事物的生育、老化衰亡，晝夜更替，季節變化，皆以其時。雖說天道非親，是抽象之理，並無意識，但天作為生養化育的創造力，它又是善的:131、66，而且純然公正，成為人倫的基礎。人的行為應遵從、適應和順應天道，也就是遵從了自己的天性:146、66、131。而罪惡的問題是由「氣質之性」產生的:93。每個人都擁有同樣的天性，可是又各自與他人相區別，這種差異在於「氣」質有別:84。天地之性眾人皆有，而氣質之性則人人有別。氣質之性指人的心理特徵、人格脾氣與智慧:128，也是人欲之源:86，人因形體而有的欲求，如飲食男女，都是氣質之性的表現:160。道德本質不能脫離人的自然情欲，兩者互依互存，就如陰陽互動:127；氣質之性本來沒有道德倫理所謂善與惡的區別:97，情感本身不是人為惡的主因:128。但氣質之性和其他同類或事物接觸後，便從天地之性墮落了:97，成為世上惡的源頭，還會因壞習慣的滋長而變本加厲，蔽塞對天性的認識。一般人不能認識其天性，為其氣質之性所制，為其自身的欲求所役:86、89、131。故此人必須受理性反省的制約，以免落於邪情惡行:128。人們各有不同的性格，是由於氣質的偏頗，「人之剛柔急，有才與不才，氣之偏也」，任何人能培養自己具有的氣質，使其保持或回復本來不偏不倚的狀態，便是知性知天:99。
天所賦予的氣質之性各不相同，而相同的就是人人都有變化氣質的可能性:100。道德根源來自人的內在本性:128，一個人既有內在的至善之性，又有滯礙其內在至善的「秉性」，使天性常常被遮蔽。唯有不受氣質之性驅使:76、83、88，變化氣質，人才能反歸本有的天地之性:129。學習是變化氣質的必須途徑:101，人可以通過學習和立志，來改變其氣質和克服惡的氣質:90。張載重視知性與理性，認為發展道德行為要靠知性的理解，其理論雖然建立在先天的道德理性上，但同時強調後天知性的學習，道德實踐不是靠人的道德本質以及人的先天道德情感，而是靠知性理解聖賢之心，靠學習聖賢之言，體會其民胞物與的精神，並窮事物之理:129-130。為學必須勤勉，鍥而不捨，持之以恒，不恥下問；與友人相與析疑:93-94。「誠」是道德修養主要方法之一，一個盡其誠的人，不謀自己的功利，才能與天道合一:105。人要發揮潛在的善，必須認識到自己的仁心，遵順其本性而行，也就是「誠」:83。誠又必須在合乎禮的行為上實踐出來:105。禮源自天地，並不是人隨意編造的，能克服一些不良的社會習氣。為學者能約束行為，合之於禮，氣質就將改變:134、95。張載也主張學者要虛心平氣，以變化氣質:93。張載雖然繼承孟子的性善論，不過在張載哲學中，氣質之性是實現道德的先天阻礙，是以他最終還是強調學習聖賢之言，接受禮教規範的重要性。他的理論較接近道德理性論，不甚著重情感的道德價值:132。
張載文章《西銘》原名「訂頑」，闡述其倫理中心思想和人生理想:85，前半部份闡述天人合一，萬物一體觀，後半闡述其對天的虔誠信仰，立意高遠:84。張載的道德宇宙觀將天地人我看成大家庭，「民吾同胞，物吾與也」，天下萬物莫不與我同體同源:129。《西銘》表明天地是人類的父母，人的天性掌握天地，有了任務與天地合德。天下人類都是同胞，天下萬物都是相類，應以同胞同類相待。敬老慈幼，以及關懷苦難中的同胞，就是敬畏天地。人要了解天地的「心」，才能繼承天的意志。張載舉出古人孝順的例子來形容「仁」:87-88，活一天就應盡一天的任務，死一來臨便可安息。《西銘》闡揚博愛利他思想，以仁孝為道德生活的基本原則。有些人不屬於五倫範疇之內，孤弱無親的人，都是同一天下父母的兄弟，應受一視同仁的關注:89、94。《西銘》博愛的觀念，可能受佛教影響:121；張載關注把其他萬物當為友伴，這點也可能從佛教對一切眾生應有慈心的教義引申而來的:96。
張載確信，惡的來源，來自後天的習氣，所有惡都是後天產生的。惡習不去，則成為道德實踐的最大障礙:129。人生的至善是盡各人所應盡的道德義務，以尋求成為聖人，不論盡了義務的後果為何，並不應顧慮個人的利害得失:95。他提倡人要寡欲，要有對他人疾苦的同情心，要有為他人解憂去苦的利他心:128。有關每個人是否都能成為聖人，張載的答案既是肯定的又是否定的，人非聖人卻可以理解聖人之說，但並非每個人都會達到聖人境界:180。聖人和一般人不同的是，聖人下過修養工夫，超越一般人的私欲界限，達到無我的境界:109。人能超越形體的拘束，超越物為外在於我的偏見，充分發揮德性之知，和天地之道相貫通，達到與物無間的境界，就是聖人的境界:138。

### 知識論
張載認為，除了人的耳目所接觸的外界事物外，還有超乎有形世界的實在境界的存在，是人所能夠認知的。知識可以分為兩種，即「見聞之知」與「德性之知」。人心是主動的認知者，能夠從接觸和接受外界的事物而產生印象和觀念，這就是所謂「見聞之知」:120、130、125，對象是有形的客觀現象世界。「德性所知」比見聞之知層次更高，無需感官之助，直接懂得事物的常理:104，其對象是無形的天道天德的良知，是靠認知者的內在修養和直覺的方法。張載主張以直覺直接理解天地之性，人只有依靠德性之知，才能夠認識最高的良善道德領域:130、135，以「了悟」或「悟」的方式才能接近「道」:43。「天德之知」其可知性，非人的理性所能證明的:152-153，人的內心有直覺能力，認識那一貫之道，能區別是非，識得世間之理，分清善惡，稱「此心」:99-100、146。但人正確的理解能力「此心」，卻是難於發現而易於喪失的，往往為偏見和妄知所阻，難以彰顯，人需要得到點撥，才能鏟除這種糾纏，使心靈獲得自由:99、147。人如果過於焦慮或思之過甚，就無緣於「此心」了。經籍文章不過是尋求和持有「此心」的取佳途徑:100、102。德性之知憑著直覺本能而開悟，是不能授受的，有這個領悟的人可以作些指導，但要最終獲得，還須自致，只能自己去發現:105-106。
張載承繼傳統儒家的觀點，認為知識即道德，知識的目的不是為知識本身，乃是為倫理道德的，最終目的是為著使認知者成為聖人:121、128-129。人能「盡性」，全然識得自己的潛在能力，便進入聖人的化境，能順應天地而動。聖人認識到萬物宗於一理的道理，超越一己私欲，視已如物，融通物我，達至無我之境:110、123，對世間萬象和經籍文字，都能了然於心，憑著直覺去察知事態，並以自發的舉動去回應，隨事應運，毋需訴諸意識:126、129-130。張載確信天地間有所謂道或普遍真理的存在，探索這個超越感官的境界有兩種不同方法，即「自明誠」和「自誠明」。自明誠的方法，是先窮理而後盡性，自誠明的方法，則是先盡性而後窮理。張載強調自明誠的方法:144，勸告弟子致力於窮理:111。在先天道德理性和後天知性學習之間，張載強調的是後者:129。張載認為見聞之知的可靠性，是憑著「多見多聞」，作為判斷是非的標準:148。初學經籍的學者應當記誦，以確保能實踐其理，並應集中精力讀《論語》《孟子》二書，不應陷於注疏的泥淖中:97。《周易》體現了天地的運化，卦辭爻辭，是聖人對卦象的感悟，揭示著運化過程，人應遵循《周易》演繹的過程:133-134。
張載認為，聖人具備真理，能夠遵循適中行為而不必費力，並能達到其目標而不必思慮。聖人之心也是弘大的，虛心而不受外物所累，因而能夠知性知天:143、149。心的功能包括道德修養、知覺、情感與物欲，張載說「心統性情」，性就是道德可能的基礎:127。學者須廣大其心，包羅一切，心外無物，以得與天合一:82。世人受形體的限制，僅能辨析感官所及有限範圍內的東西:42，其心往往以見所聞為私己的目標，貶低了道德標準，這種知識只限制在感官與外物接觸所知而已:149。只有通過自我修養，人才能超越極其紛繁多樣的現象世界，達到與天地同一，並領悟宇宙秩序的統一有序。張載也堅持感官經驗對於追求道德是必需的:42，人的知識是由外在事物與內在意識結合得來的，即「內外之合」，人之所以有知識，是由於他的感官和外物接觸:118、122。外物的存在對喚起人的意識至關重要，但人們不應為其所束縛:42-43。

### 政治思想
張載強調士人與百姓的區分，對他來說，理想的社會是由世世代代為朝廷提供士大夫的少數家族主導的。真正定義士人的，並非通過科舉做官的能力，而是對於真正學術的投入:43-44。士人在當地社會的領導角色，必須得到中央政府認可:48，朝廷有責任確保士人家族長期延續。他贊同唐代為高官兒子授官位的蔭補制度，但這特權會隨著其子死亡而終結。張載建議的是，將高官墓地附近五至七頃的土地分給他的後人，使他們可以歷代享有朝廷賜予的財產。為了維繫家族的綿延，張載建議朝廷應在朝家族中設立「宗法制」:44，其中宗子（嫡長子）的選擇對家族的存亡至為關鍵，宗子必須言行俱佳，否則族人可以另選賢能。一旦宗子被選出，他就是一宗的代表，其他子孫不允許另外祭祀祖先。宗子擁有共同財產中的最人份額，以及承繼朝廷的「蔭」和其他官方特權:49。朝廷需要這些世襲官員的效勞，維持長期穩定。君主的利益與士人家族的利益唇齒相依，朝廷應由來自一小部份世襲家庭的官員任職，他們擁有特權，也對社會有不可推卸的責任，要確保國家以「仁」道來治理:45。
張載和孟子一樣，非常重視為民制產，相信仁政和養民應始於井田制:149:45。井田制的基本精神是「均平」，天子把土地分配給沒有土地的人，使土地的擁有趨於平等:149。朝廷為了施行井田制，要將官員的土地重新分給百姓，對於擁有千頃以上土地的大臣，朝廷可給他們五十里的封地，以彌補他們的損失；對其他地主，朝廷可用官銜作補償:46。實行井田制的目的，是讓天下百姓都擁有自己的土地，張載批評後世之法不但不授田予民，還要求人民服役，而且因皇權膨脹，整個國家所得的利益又完全歸天子所有:149。井田制是均平理想的體現，能幫助在人間實現天地萬物為一體的理想，得以實行的話，人們會對待彼此如血肉，身居高位之人會如對侍自己子女那樣保護百姓。政制方面，張載提出實施上古的封建制:46，將帝國分區，任命有能力的官員加以治理。一旦出現一個不服從中央的封國，朝廷還是能夠聯合其他效忠中央的封國平定叛亂。因此他主張力量不須集中於中央，知縣則應是終身制的:47。封建制度是減輕中央政府重擔的方法，天子既無須維持軍隊，也無須花費作行政管理，這些責任已由封建領主承擔。為了官與民的利益，應允許財富留在地方。國家只有在人民和地方富裕後才能富裕。他主張的封建制是對王安石新政的攻擊，新政的目的正是自上而下斂財。張載也提出規管市場不應是朝廷的責任，而是駐於讓市場市官的責任:48。
張載意欲恢復三代之治，認為先王之法才能真正體現天下為一家的理想，重視三代的典章制度，主張根據現實情況而斟酌恢復古禮:150、148，特別著重古代封建制度裏，天子諸侯祭天地鬼神之禮與家族的祭祖之禮:72。聖人制禮的根本原則，是規定事物尊卑先後、自然而有的秩序。張載強調自然界中萬物的不齊，因其不齊而形成尊卑大小先後的階級之分，人依禮法遵守尊卑等級秩序是合乎自然法則的。張載承認，人與人之間雖有天生的不平等:148-149，人類社會中的不平等是自然而有的，但通過三代良法，人與人之間仍可建立融洽無間的關係，彼此相通構成理想的社會，即所謂「民吾同胞」:149-151。張載構想的世界所有人互相聯結如同一家，皇帝對臣下就像一家之長，統治者和百姓的關係應是如親人一般:49。至於三代的肉刑，張載認為是「仁術」，雖把犯人的腳砍去，卻能免其一死:169。

## 經學
張載著有《橫渠易說》和《論語說》，後者已失傳，佚文見諸朱熹《論語精義》:176。《周易》方面，張載的易學屬於義理學派，不同於邵雍一派的象數之學。他對《周易》體例的理解，來自王弼注和孔穎達疏，把陰陽二氣變易的法則，作為易學的最高範疇。但張載反對以老莊道家學說解釋《周易》，批評周敦頤與邵雍的易學，揚棄漢代易學的天人感應說，而建立以「氣」為核心的易學體系。張載以易學批判佛道二家的學說，他對卦辭爻辭的解釋，有些是與二程一致的:255-256。《論語》方面，張載解釋孔子「七十而從心所欲不踰矩」，獨特地援用了「吾不復夢見周公」，認為孔子七十歲後不再夢想成為周公的後繼者，覺悟自己的衰老是妥當的，並不恐懼死亡:179-180、184。張載解釋「子絕四，毋意、毋必、毋固、毋我」，認為做人若有「意必固我」其中一者，則「與天地不相似」，而沒有「意必固我」的缺點的，則是體會到虛心的聖人境界:185、187、190。

## 宗教
張載青年時，未皈依儒學之前，對佛學甚為熟悉，研究過佛教典籍:49。張載著書的目的之一卻是排佛:7，他對佛教的批判，是以佛教偽經《首楞嚴經》為主要對象:384。他指出佛教錯誤地認為，唯一的實在是人的心靈意識，一切存在物都是夢幻而非實在的，而不明白天道氣化與天道性命的道理，錯把耳目鼻舌身心這六根當作宇宙由來的始因。他批評佛學的唯識論，從宇宙論上反對佛教的基礎:50、53。張載批評佛教吸引了士人，使他們不再進入儒家的門牆；佛教徒相信不必經過修養工夫，不必學習聖人的思想，便可成為聖人，道德與人倫因而混亂，異端和謬說都隨佛教而興起。佛教只是提供教條和戒律，使信徒服從，實踐上變成盲目的迷信。佛教所謂「羯摩」（因果報應）和「再身」（轉世）的教義，相信個人靈魂的存在，是缺乏證據的信仰:82-83。張載批評佛道二家推崇本體而貶低現象，一味追求空無一物虛假的體而忽視實在的用:136。他批評道教尋求長生不死，誤信物體可永存不變，而不知萬物不能不散而成為太虛，不懂天地氣化的道理。生死壽夭實由天命掌握，非人所能左右:84-85，人的生死無非也就是氣的聚散:386。但有學者指出，張載天地之性與氣質之性的說法，受當時道士張伯端的影響:79；張載又承繼了唐代道士吳筠《玄綱論》中「一氣」和「萬殊」的想法:388。

## 影響
張載是宋明理學的奠基人之一:169，在世時門人很多:165，以張載為核心的關中理學，曾盛行一時，張載弟弟張戩，門人呂大忠、呂大鈞、呂大臨、蘇昞、范育、游師雄、李復、張舜民等人所形成的學派，曾與二程洛學並稱:7。在11世紀後期，張載的關學是甚具影響力的學派。但張載死後門人便散去:2、7。自張載分別見聞之知與德性之知以後，宋明儒者無不遵守:5。張載對理學的另一大貢獻，是首先提出天地之性與氣質之性的區別:123，獨創了「氣質之性」這概念:85，影響和啟發了程顥、程頤兄弟:161，對日後的理學思想影響深遠:85。張載對於天地之性和氣質之性的區別，為二程兄弟所採納，也為朱熹所承續:171-172。朱熹很重視天地之性與氣質之性間這種區別，說「氣質之說，起於張、程，極有功於聖門」:120。張載指出氣有清昏之別，所以人的氣亦有清昏，其說下開程朱以氣說明人物的萬殊不同:77-78。張載從氣質之性到天地之性的自我變革論，常被後世功過格所採用:59。張載的氣論被視為他對中國哲學最具創獲的貢獻，其氣論被朱熹接受，成為理學思想一部份:40。明代王廷相受張載影響:33，自認為張載氣論的繼承人，在氣一元論的問題上以張載的繼承者自居:151、154。張載的思想尤其是宇宙論，深深影響清初王夫之，後者著有《張子正蒙注》，對張載的氣論有詳細注解:175。王夫之自覺欲承繼張載之學，而自問力不能及:36-37。戴震的宇宙觀也受張載影響，尤其是後者氣化的學說:180。
張載「以禮為教」的思想在明清之際學界有重要影響，黃宗羲、張履祥、顧炎武、王夫之等學者都受到張載禮教啟發:42。張載《西銘》一文成為理學倫理觀的基礎:3，文章體用兩全，仁義兼顧，且以儒家倫理由人類而擴至天地，成為儒家無上文獻:239，是中國「近千年思想方面影響至深且巨的一篇論文」:387。張載最重要並難懂的著作是《正蒙》，明清時有幾種註解，最著名的是王夫之《張子正蒙注》:7，將張載之學推向另一個高峰:31。清人王植的《正蒙初義》也甚為完備:173。清末譚嗣同受張載影響甚大，他接受張載的氣論，甚至認為張載氣論裏含有科學的宇宙觀:88、33-34，從中尋找有意義、有目的的宇宙秩序。張載學說，尤其是《正蒙》中天人合一的宇宙觀，是譚嗣同《仁學》思想的主要來源之一:35、68；《仁學》承襲了《西銘》中所含的兼愛思想。譚嗣同也承繼了張載對心的二元論的看法:90、76，其「以太」說則承襲張載的氣一元論，亦曾引用張載的名言「為天地立心，為生民立命」道出其使命感:80-81、83。

## 地位與評價

### 古代
張載是北宋理學創始人之一，與周敦頤、邵雍、程顥、程頤合稱為北宋「五子」:11，在宋明理學一直享有崇高地位:21，張載之學是宋代理學一重要分支:180。程顥、程頤兄弟贊同張載的倫理學觀，尤其推崇《西銘》一篇「意極完備，乃仁之體也」:162，說有了這篇文章可以省卻許多言語:154，認為《西銘》是張載對哲學思想的最大貢獻:150，是論仁之傑作，秦漢以來無人能及:120。楊時曾質疑《西銘》民胞物與之說，與墨子兼愛無異，程顥和朱熹都以「理一分殊」為解釋，認為張載學說有異於墨子兼愛。朱熹推崇《西銘》「至為深切」:87、170，稱讚張載所說「多有孔孟所未說底」，「精義入神」。朱熹也贊同張載在知識論所提出的兩種知識：聞見之知與德性之知:180、174。但二程和朱熹卻不贊同張載的宇宙論，尤其是「太虛即氣」的見解:163-164、168，批評張載使用「太虛」這個詞語:47。
張載思想在明清之際受到學界重視:40，明中葉韓邦奇擁護張載而貶斥程朱學派:130，很欣賞張載「太虛即氣」的本體論，認為張載說出漢、唐、宋以來儒者所不能見的道理:48。康海讚揚張載比程朱學派更能真正實踐自己的為政理念，並能傳承聖人之學:131，呂柟推崇張載的成就，認為張載之書「自孔孟後未有能如是切者」，他對張載的評價是介乎程顥與朱熹之間:12-13。明代呂楠熱心推崇張載之學，尤其是其禮學。王廷相宣稱張載思想優於程朱理學，盛讚《正蒙》，並為文反駁朱熹對張載的批評:127、129-130；但王廷相也批評張載學說有近禪之嫌:134。明代吳廷翰讚賞張載的氣論，卻批評張載使用體用、虛實、動靜等二元區分的表述。郝敬則稱讚張載的禮學:36、42。許多明代關中學者認為，張載所提倡的道學，最能代表當地學術傳統。馮從吾尊崇張載為關學鼻祖:132、140，其《關學編》強調張載是關中理學開創者和奠基者，「關學」成為從張載創立以降綿延發展的地域學術傳統:12、20。王夫之對張載景仰備至，稱張載學說「如皎日麗天，無幽不燭」:175；顏元推崇張載「得孔孟正宗」:43。清代《性理精義》對《西銘》作官方最權威的肯定：「有宋理學之宗祖，誠為《語》《孟》以後僅見之書」:387。戴震則批評張載的二元論:38。

### 現代
對新儒家來說，《西銘》一文有力表彰中國文化的博愛精神與天人合一的崇高境界，顯示中國文化並不亞於世界其他宗教文明:499。唐君毅評價張載的哲學境界不如程顥、朱熹、王陽明之高，「然而其用心特細密而謹嚴，……此在宋明理家中，只朱子可以相比」。牟宗三讚賞張載「自得自悟，自鑄偉辭」，對「道體」的體悟與周敦頤和程顥相近:181、188，其思想「天道性命相貫通」。劉述先讚揚張載有「儒者天地萬物一體的襟懷」:1、3。方東美讚揚《正蒙》「是宋代哲學著作中，思想最能集中，組織最完整的大著作」，又欣賞《西銘》「大氣磅礴」，「最有精神，最有氣魄，在宋儒中首推張橫渠」:290-291。但何炳棣指出，《西銘》所展示的宇宙本體論並非基於博愛平等的理念，而是宗法模式的，闡述了宗法模式的倫理規範:390-391。黃秀璣認為張載宇宙論的現代意義，可與柏格森與懷德海相比，他們三人在宇宙本體變動性的見解都很相似:183-184。中國大陸學者欣賞張載的思想，視之為唯物主義哲學，稱張載為「十一世紀中國唯物主義哲學家」:370，張岱年稱張載「對於唯物論的卓越貢獻，是永遠不朽的」:182。

## 紀念
1220年，張載獲南宋朝廷賜謚「明公」，1241年從祀孔廟，封「郿伯」:203。1490年，楊一清在張載曾在其中講學的武功縣綠野亭修建張載祠；1519年，鳳翔府建立岐陽書院，供奉周公、張載等人:131、126。元明清時期，在陝西至少有14處祠廟祭祀張載，其中最著名的是鳳翔郿縣橫渠鎮的張子祠，1295年初建，1326年在祠後興建橫渠書院，一直經營至清末，於現代則設有張載祠文物管理所:21-23。晚明時，張載及其家族地位都獲得提升，享受尊榮。張載子孫遷徙各地，明代時，張載墓地所在的郿縣已沒有張載的後裔居住。1620年，明朝官府選擇移徙到河北灤州、品學兼優的張載後裔，迎接他們回到郿縣居住:28、25，結果張載第十四世後裔張文運帶同子孫回到郿縣居住，並被安排在張子祠內的張子書院講學任教，奉祀先祖。1622年，朝廷授予張文運翰林院五經博士銜，子孫世襲，以奉祀張載，與其他北宋四子享有同等的尊榮。張載父親張迪也在1724年獲祀崇聖祠，稱「先儒」:26、28。